# Invisible Circles
Invisible Circles (с англ. — «Невидимые круги») — третий студийный альбом, выпущенный нидерландской симфо-металической группой After Forever в 2004 году, первый альбом группы после ухода Марка Янсена. Это концептуальный альбом, где раскрываются проблемы, в которые вовлечены дети XXI века.

## Концепция альбома
Альбом начинается с песни «Childhood in Minor» («мрачное детство»), которая задаёт мрачное начало всему альбому. Представляется детская площадка, на которой играют и смеются дети и мрачная музыка, дающая понять, что дальше ребёнку не будет так весело… Продолжение следует уже в следующей песне «Beautiful Emptiness» («прекрасная пустота»), где раскрываются взаимоотношения двух возлюбленных, отношения которых стали сухи и наскучили обоим, в «Between Love and Fire» («между любовью и огнём»), они обсуждают наличие ребёнка, которого требует женщина, чтобы спасти семью. Однако, мужчина не соглашается и отказывается поставить под угрозу свою карьеру. В песне «Digital Deceit» («цифровой обман»), на которую был также снят клип, раскрывается внутренний мир ребёнка, уже испорченный отцом и омрачённый обстановкой в семье; ребёнок сидит в интернете, где нашёл друзей и счастлив со своими виртуальными друзьями в вымышленном мире, далёком от реальности. В ребёнке постепенно скапливается всё больше самоненависти и вопросов, что же наконец происходит в его собственном маленьком мире. Наконец, в «Blind Pain» («слепая боль») ребёнок подавлен и находит отвлечение — выражение самоненависти на других, своего рода защитная реакция от «слепой боли», которой он переполнен. В конце песни протяжённый диалог матери, умоляющий отца не бросать их с ребёнком, и отца, который намерен сказать «прощай» своей семье. На этом диалоги в песнях заканчиваются, но дальнейшие песни дают понять, что ребёнок в этой истории — ничто иное как «жертва выборов» («Victim of Choices») перед отцом и матерью. В последующих двух песнях раскрывается дальнейшая судьба ребёнка уже в реальном мире, но не желающего жить из-за внутренней боли и пустоты, из-за того самого мрачного детства, в котором он вырос.

## Список композиций
1. «Childhood In Minor» — 1:20
2. «Beautiful Emptiness» — 5:25
3. «Between Love And Fire» — 4:56
4. «Sins Of Idealism» — 5:22
5. «Eccentric» — 4:10
6. «Digital Deceit» — 5:38
7. «Through Square Eyes» — 6:23
8. «Blind Pain» — 6:47
9. «Two Sides» — 4:34
10. «Victim Of Choices» — 3:21
11. «Reflections» — 5:11
12. «Life’s Vortex» — 5:53

## Участники записи
| Группа - Флор Янсен — вокал (сопрано) - Сандер Гомманс — гитара, гроулинг - Бас Маас — гитара, чистый вокал - Ландо ван Гилс — клавишные - Люк ван Гервен — бас-гитара - Андре Боргман — ударные Продакшн - Hans Pieters — продюсирование, инженерия - Dennis Leidelmeijer — инженерия - Sascha Paeth — продюсирование вокала, микширование - Michael Rodenberg — продюсирование вокала, инженерия - Hans van Vuuren — исполнительный продюсер - Peter van 't Riet — мастеринг | Приглашённые музыканты - Cees' Kieboom — фортепиано, клавишные, аранжировка струнных и хора - Jeanne Biessen — скрипка - Herman van Haaren — скрипка - Yvonne van de Pol — альт - Carla Schrijner — виолончель - Sartje van Camp — виолончель - Hans Cassa — хор (бас) - Caspar de Jonge — хор (тенор) - Martine de Jager — хор (альт) - Ellen Bakker — хор (сопрано) - Amanda Somerville — женский голос, вокальный руководитель - Jay Lansford — мужской голос |